# Élections en Indonésie

## Élections générales
L'Indonésie élit au suffrage universel :
- Le Dewan Perwakilan Rakyat ("conseil représentatif du peuple") ou DPR, qui est l'assemblée nationale du pays,
- Les Dewan Perwakilan Rakyat Daerah Tingkat I ("conseils représentatifs du peuple régionaux du premier niveau"), c'est-à-dire les assemblées de province,
- Les Dewan Perwakilan Rakyat Daerah Tingkat II ("conseils représentatifs du peuple régionaux du second niveau"), c'est-à-dire les assemblées de kabupaten (département) ou de kota (ville),
- Le Dewan Perwakilan Daerah ("conseil représentatif des régions") ou DPD, qui est la deuxième chambre du parlement indonésien.

La réunion du DPR et du DPD forme le Majelis Permusyawaratan Rakyat ("assemblée délibérative du peuple") ou MPR, le parlement.

## Élection présidentielle
À la suite d'un amendement à la constitution voté en 2002 par le MPR, depuis 2004 l'Indonésie élit aussi au suffrage direct, tous les 5 ans, son président de la République. Auparavant, le président était élu par le MPR.

## Élection des gouverneurs, desbupatiet des maires dekota
La loi no. 32 de 2004 a instauré l'élection des gouverneurs de provinces, des bupati (préfets de kabupaten) et des walikota (maires des villes ayant le statut de kota) tous les 5 ans au suffrage direct. Auparavant, ils étaient désignés par le président de la République.

## Élection des chefs de village
Les chefs de desa sont élus au suffrage direct tous les 6 ans.